# Тягуще
Тягуще — деревня в Дедовичском районе Псковской области России. Входит в состав Шелонской волости.
Расположена в центре района, на правом берегу реки Шелонь, в 6 км к юго-востоку от районного центра Дедовичи.

## Население
| 2001 | 2002 | 2010 |
| ---- | ---- | ---- |
| 209  | ↘189 | ↘140 |

Численность населения деревни по оценке на начало 2001 года составляла 209 жителей.